# Kim Eui-tae
Kim Eui-tae (født 2. juni 1941) er en tidligere sydkoreansk judoka. Han fik bronze ved VM i judo 1961
og i 1965
Ved Sommer-OL 1964 i Tokyo fik han bronze i mellemvægtskonkurrencen, efter at være blevet slået i semifinalen af den olympiske mester Isao Okano.
Han deltog også i Sommer-OL 1972 i München, hvor han blev slået i ottendedelsfinalen af amerikaneren James Wooley.

## Eksterne henvisininger
- Kim Eui-taes profil på Olympics.com (engelsk)
- Kim Eui-taes profil på Sports-Reference OL-resultater (arkiveret) (engelsk)
- Kim Eui-taes profil på Olympedia (engelsk)
- Kim Eui-tae hos JudoInside.com (engelsk)